# Спрінг-Прері (Вісконсин)
Спрінг-Прері (англ. Spring Prairie) — місто (англ. town) в США, в окрузі Волворт штату Вісконсин. Населення — 2123 особи (2020).

## Демографія
Згідно з переписом 2010 року, у місті мешкала 2181 особа в 802 домогосподарствах у складі 645 родин. Було 856 помешкань
Расовий склад населення:
| - 97,7 % — білих - 0,4 % — чорних або афроамериканців - 0,3 % — корінних американців - 0,2 % — азіатів |

До двох чи більше рас належало 1,0 %. Частка іспаномовних становила 2,8 % від усіх жителів.
За віковим діапазоном населення розподілялося таким чином: 22,6 % — особи молодші 18 років, 65,3 % — особи у віці 18—64 років, 12,1 % — особи у віці 65 років та старші. Медіана віку мешканця становила 44,5 року. На 100 осіб жіночої статі у місті припадало 106,5 чоловіків;  на 100 жінок у віці від 18 років та старших — 106,4 чоловіків також старших 18 років.
Середній дохід на одне домашнє господарство  становив 110 489 доларів США (медіана — 89 427), а середній дохід на одну сім'ю — 123 662 долари (медіана — 98 000). Медіана доходів становила 62 417 доларів для чоловіків та 47 083 долари для жінок. За межею бідності перебувало 4,9 % осіб, у тому числі 13,4 % дітей у віці до 18 років та 1,9 % осіб у віці 65 років та старших.
Цивільне працевлаштоване населення становило 1105 осіб. Основні галузі зайнятості: освіта, охорона здоров'я та соціальна допомога — 19,5 %, виробництво — 19,1 %, науковці, спеціалісти, менеджери — 9,0 %, будівництво — 8,6 %.